# Glen or Glenda
Glen or Glenda (1953) ist ein Dokudrama von und mit Edward D. Wood Jr. Weitere Darsteller sind Bela Lugosi und die damalige Freundin von Wood, Dolores Fuller. Der Film thematisiert Transvestitismus und Transgeschlechtlichkeit. Wood, der selbst Transvestit war, warb mit diesem Film um mehr Toleranz für diese Präferenzen. Aufgrund seiner Low-Budget-Produktion und seines eigentümlichen Stils wurde Glen or Glenda zum Kultfilm.

## Inhalt
Der Film hat keine durchgehende Handlung. Die verschiedenen Handlungselemente werden mehrfach von eingeschnittenem Fremdmaterial „ergänzt“.
Bela Lugosi verkörpert einen „Wissenschaftler“, der keine erkennbare Rolle im Film spielt. Er agiert zwar als eine Art Erzähler, ohne jedoch relevante Informationen zu liefern. Dies übernimmt der Haupterzähler des Films, Timothy Farrell. Der „Wissenschaftler“ wird umgeben von Stilelementen aus Horrorfilmen, wie Schädel und Reagenzgläsern, gezeigt, während er die Zuschauer ermahnt, sich vor „dem großen grünen Drachen, der auf eurer Türschwelle sitzt“ in Acht zu nehmen. In einer Szene wird der Wissenschaftler ohne ersichtlichen Grund von Bildern galoppierender Büffel überlagert. Außerdem existieren mehrere lange, surreale Traumsequenzen, in denen Glen von einem teuflischen Charakter verfolgt wird.
Mehrfach wird im Offkommentar betont, dass Glen zwar Transvestit, aber nicht homosexuell sei. Ein Transvestit, der Suizid begangen hat, ist Gegenstand polizeilicher Untersuchungen. Es findet ein langes Gespräch zwischen einem der Polizisten und einem Psychiater statt. Glen „gesteht“ seiner Freundin seine Neigung und dass er sich zu Kleidungsstücken aus Angora hingezogen fühlt, worauf diese umgehend ihren Angorapullover auszieht und ihn Glen schenkt.

## Hintergrund
1952 sorgte die geschlechtsangleichende Operation von Christine Jorgensen für Schlagzeilen in den USA. Das war die Inspiration für George Weiss, einen Hollywood-Low-Budget-Produzenten, einen Film in Auftrag zu geben, der dies thematisierte. Ed Wood überzeugte Weiss davon, dass er als Transvestit der geeignete Regisseur dafür sei. Wood bekam den Job und nahm das Geld, drehte allerdings einen Film über Transvestiten. Nachdem der fertige Streifen als zu kurz und zu sehr von den ursprünglichen Anordnungen abweichend bewertet wurde, drehte Wood noch einige Extraszenen über Geschlechtsangleichungen. Weiss fügte noch zwei vollständig unabhängige softcore-Szenen ein, eine davon mit Bondage, in die Reaktionen von Wood und Lugosi geschnitten wurden. Der Film wurde nur freigegeben, da er schon im Voraus an mehrere Kinos verkauft worden war.
Wood überredete Bela Lugosi, dessen Ruhm im Laufe der Jahre verblasst war und dessen Leben vom Alter und seiner Drogenabhängigkeit überschattet wurde, in dem Film mitzuspielen. Wood selbst spielte unter dem Pseudonym 'Daniel Davis'. die Hauptrolle Glen/Glenda. Seine Freundin, Dolores Fuller, spielte Glens Freundin. Fuller war nicht bewusst, dass Wood Transvestit war, der Inhalt des Films wurde ihr auch nicht vollständig erklärt und Wood vermied es Frauenkleider zu tragen, wenn sie am Drehort war. Erst bei der Vorführung des fertigen Films wurde die Wahrheit enthüllt, Fuller gab an, durch die Erfahrung gedemütigt worden zu sein. Es war der einzige Film, bei dem Wood Regie führte ohne zugleich Produzent zu sein.
Bei dem auch auf der Laserdisc und DVD enthaltenen Kinotrailer ist die abschließende Szene, in der Fuller einen Pullover an Wood gibt, eine andere Version als die im Film. Im Trailer wirft sie ihn Wood verärgert zu, im Film übergibt sie ihn mehr akzeptierend. Außerdem gibt es noch eine Aufnahme von Wood in Frauenkleidern, wie er das Wort „Cut!“ artikuliert.

## Eigenarten
Leonard Maltin bezeichnet den Film in seinem Movie and Video Guide als „den wahrscheinlich schlechtesten jemals gedrehten Film“, ein Prädikat, das später von einem anderen Film von Wood  noch „übertroffen“ wurde: Plan 9 from Outer Space.

## Kritiken
„Szenen aus dem Doppelleben eines bürgerlichen Mannes und Transvestiten werden mit rätselhaften Bildern eines diabolischen Wissenschaftlers und "Menschheitslenkers" sowie den Erklärungsversuchen eines Psychiaters zu einem bizarr-kuriosen Appell an mehr Toleranz und Verständnis verbunden. Ein billig und aufreizend schlecht "inszenierter" Film, der sich gelegentlich zu einer surrealen Eigendynamik aufschwingt und immerhin einige zeitgenössische Vorurteile über Transvestiten und Geschlechtsumwandlungen offenbart.“

## Rezeption
- In Woods Roman Killer in Drag kommt ebenfalls ein Transvestit namens Glen vor. Er wird in der Fortsetzung Death of a Transvestite hingerichtet, nachdem er um das Recht gekämpft hat, als Glenda zum elektrischen Stuhl zu gehen.
- Tim Burtons Film Ed Wood schildert die Produktion des Films und enthält einige rekonstruierte Szenen mit Johnny Depp in der Rolle des Ed Wood.
- Glen or Glenda wurde 1982 mit 6 Minuten an zusätzlichem Material neu veröffentlicht. Die wiederhergestellten Szenen enthielten unter anderem eine, in der Glen Avancen eines schwulen Mannes zurückweist.
- 1994 wurde eine pornographische Neuverfilmung mit dem Titel Glen & Glenda gedreht. Das Drehbuch entsprach zu großen Teilen dem Original, wurde jedoch mit expliziten Sexszenen erweitert.[3]
- Der Film ist auf Platz 50 der Liste The 50 Worst Movies Ever Made.

## Alternative Titel
- He or She?
- I Changed My Sex
- I Led 2 Lives
- The Transvestite